# Eclissi solare del 10 agosto 1915
L'eclissi solare del 10 agosto 1915 è un evento astronomico che ha avuto luogo il suddetto giorno attorno alle ore 22.52 UTC. 
L'eclissi, di tipo anulare, è stata visibile in alcune parti dell'Asia settentrionale, dell'Oceano Pacifico Centrale e della Papua Nuova Guinea.
L'evento è durato 1 minuto e 33 secondi e l'ombra lunare sulla superficie terrestre ha raggiunto una larghezza di 52 km. L'eclissi del 10 agosto 1915 divenne la seconda eclissi solare nel 1915 e la 34ª nel XX secolo. La precedente eclissi solare si è verificata il 14 febbraio 1915, la seguente è avvenuta il 3 febbraio 1916.

## Percorso e visibilità
L'eclissi anulare si è manifestata nell'Oceano Pacifico occidentale a circa 200 chilometri a sud-ovest dell'isola di Okinawa in Giappone, all'alba dell'11 agosto. In seguito la pseudo umbra lunare si è spostata verso nord-est coprendo l'isola Hahajima, appartenente all'arcipelago delle isole Ogasawara. Successivamente, la pseudo umbra ha attraversato linea internazionale del cambio di data  e si è gradualmente spostata verso sud-est. L'eclissi massima è stata raggiunta sulla superficie oceanica a circa 580 chilometri a sud dell'isola di Kaʻula, nelle Isole Hawaii. Dopo avere attraversato una vasta superficie oceanica l'eclissi è terminata al tramonto del 10 agosto a circa 600 km a nord est dell'isola di Pasqua.

## Eclissi correlate

### Eclissi solari 1913 - 1917
Questa eclissi è un membro di una serie semestrale. Un'eclissi in una serie semestrale di eclissi solari si ripete approssimativamente ogni 177 giorni e 4 ore (un semestre) in nodi alternati dell'orbita della Luna.

### Ciclo di Saros 134
L'evento fa parte del ciclo di Saros 134, che si ripete ogni 18 anni, 11 giorni, comprendente 71 eventi. La serie è iniziata con un'eclissi solare parziale il 22 giugno 1248. Comprende eclissi totali dal 9 ottobre 1428 al 24 dicembre 1554 ed eclissi ibride dal 3 gennaio 1573 al 27 giugno 1843 ed eclissi anulari dall'8 luglio 1861 al 21 maggio 2384. La serie termina al membro 71 con un'eclissi parziale il 6 agosto 2510. La durata più lunga di un'eclissi totale nel ciclo è stata di 1 minuto e 30 secondi il 9 ottobre 1428. Tutte le eclissi di questa serie si verificano nel nodo discendente della Luna. 